# Atlantic Coast Men’s Soccer 2011
Die Atlantic Coast Conference veranstaltete 2011 eine Fußballsaison im US-amerikanischen College Soccer. Die University of North Carolina gewann sowohl die Regular Season als auch die Postseason.

## Regular Season

### Tabelle
| Pl.               | Verein             | Sp. | S | U | N | Tore    | Diff. | Punkte |
| ----------------- | ------------------ | --- | - | - | - | ------- | ----- | ------ |
| 1.                | North Carolina (M) | 8   | 5 | 2 | 1 | 013:400 | +9    | 17     |
| 2.                | Maryland (P)       | 8   | 4 | 2 | 2 | 017:900 | +8    | 14     |
| 3.                | Duke               | 8   | 4 | 1 | 3 | 020:150 | +5    | 13     |
| 4.                | Virginia           | 8   | 4 | 1 | 3 | 013:900 | +4    | 13     |
| 5.                | Wake Forest        | 8   | 4 | 1 | 3 | 014:140 | ±0    | 13     |
| 6.                | Clemson            | 8   | 4 | 0 | 4 | 011:140 | −3    | 12     |
| 7.                | Boston College     | 8   | 4 | 0 | 4 | 011:150 | −4    | 12     |
| 8.                | NC State           | 8   | 2 | 0 | 6 | 011:240 | −13   | 06     |
| 9.                | Virginia Tech      | 8   | 1 | 1 | 6 | 007:130 | −6    | 04     |
| Stand: Saisonende |                    |     |   |   |   |         |       |        |

### Kreuztabelle
|                              |                              | 1.                           | 2.                           | 3.                           | 4.                           | 5.                           | 6.                           | 7.                           | 8.                           | 9.                           |    | Heimbilanz | Heimbilanz | Heimbilanz | Heimbilanz | Auswärtsbilanz | Auswärtsbilanz | Auswärtsbilanz | Auswärtsbilanz |
| S                            | U                            | 1.                           | 2.                           | 3.                           | 4.                           | 5.                           | 6.                           | 7.                           | 8.                           | 9.                           | N  | Punkte     | S          | U          | N          | Punkte         |                |                |                |
| ---------------------------- | ---------------------------- | ---------------------------- | ---------------------------- | ---------------------------- | ---------------------------- | ---------------------------- | ---------------------------- | ---------------------------- | ---------------------------- | ---------------------------- | -- | ---------- | ---------- | ---------- | ---------- | -------------- | -------------- | -------------- | -------------- |
| North Carolina               | 1.                           |                              | 1:1H                         | 2:2H                         | 1:0A                         | 1:0A                         | 2:0H                         | 2:0A                         | 4:0H                         | 0:1A                         | 2  | 2          | 0          | 8          | 3          | 0              | 1              | 9              |                |
| Maryland                     | 2.                           | 1:1A                         |                              | 4:2H                         | 1:2A                         | 1:1H                         | 1:2A                         | 4:0H                         | 3:1H                         | 2:0A                         | 3  | 1          | 0          | 10         | 1          | 1              | 2              | 4              |                |
| Duke                         | 3.                           | 2:2A                         | 2:4A                         |                              | 0:1H                         | 4:1H                         | 5:2A                         | 1:2A                         | 4:2H                         | 2:1H                         | 3  | 0          | 1          | 9          | 1          | 1              | 2              | 4              |                |
| Virginia                     | 4.                           | 0:1H                         | 2:1H                         | 1:0A                         |                              | 3:4A                         | 2:0A                         | 1:2H                         | 4:1H                         | 0:0A                         | 2  | 0          | 2          | 6          | 2          | 1              | 1              | 7              |                |
| Wake Forest                  | 5.                           | 0:1H                         | 1:1A                         | 1:4A                         | 4:3H                         |                              | 2:1H                         | 0:2A                         | 5:2A                         | 1:0H                         | 3  | 0          | 1          | 9          | 1          | 1              | 2              | 4              |                |
| Clemson                      | 6.                           | 0:2A                         | 2:1H                         | 2:5H                         | 0:2H                         | 1:2A                         |                              | 2:0H                         | 2:1A                         | 2:1A                         | 2  | 0          | 2          | 6          | 2          | 0              | 2              | 6              |                |
| Boston College               | 7.                           | 0:2H                         | 0:4A                         | 2:1H                         | 2:1A                         | 2:0H                         | 0:2A                         |                              | 1:2A                         | 4:3H                         | 3  | 0          | 1          | 9          | 1          | 0              | 3              | 3              |                |
| NC State                     | 8.                           | 0:4A                         | 1:3A                         | 2:4A                         | 1:4A                         | 2:5H                         | 1:2H                         | 2:1H                         |                              | 2:1H                         | 2  | 0          | 2          | 6          | 0          | 0              | 4              | 0              |                |
| Virginia Tech                | 9.                           | 1:0H                         | 0:2H                         | 1:2A                         | 0:0H                         | 0:1A                         | 1:2H                         | 3:4A                         | 1:2A                         |                              | 1  | 1          | 2          | 4          | 0          | 0              | 4              | 0              |                |
| H=Heimspiel, A=Auswärtsspiel | H=Heimspiel, A=Auswärtsspiel | H=Heimspiel, A=Auswärtsspiel | H=Heimspiel, A=Auswärtsspiel | H=Heimspiel, A=Auswärtsspiel | H=Heimspiel, A=Auswärtsspiel | H=Heimspiel, A=Auswärtsspiel | H=Heimspiel, A=Auswärtsspiel | H=Heimspiel, A=Auswärtsspiel | H=Heimspiel, A=Auswärtsspiel | H=Heimspiel, A=Auswärtsspiel | 21 | 4          | 11         | 67         | 11         | 4              | 21             | 37             |                |